# Summer McIntosh
Summer McIntosh (Toronto, 18 agosto 2006) è una nuotatrice canadese specializzata nello stile libero, nella farfalla e nei misti.
Partecipa alla sua prima Olimpiade all'età di 14 anni come la più giovane atleta canadese a Tokyo 2020. Considerata una delle migliori specialiste al mondo in tre o più stili, nel 2022 si afferma come la più giovane campionessa mondiale dell'ultimo decennio, nonché la prima canadese a vincere due titoli iridati in una singola edizione dei mondiali. Nel marzo 2023 all'età di 16 anni stabilisce il record del mondo nei 400 metri stile libero e nei 400 metri misti divenendo così la prima atleta, donna o uomo, a detenere questi due record in vasca lunga. Nei 400 metri misti è stata peraltro la prima donna a rompere il muro dei quattro minuti e venticinque secondi, traguardo ottenuto a Toronto il 17 maggio 2024.

## Biografia
Summer McIntosh è la figlia secondogenita di Greg McIntosh e di Jill Horstead, ex nuotatrice che ha disputato la finale B nei 200 metri farfalla alle Olimpiadi di Los Angeles 1984. La sorella maggiore Brooke, classe 2005, è un'atleta professionista di pattinaggio artistico di coppia, vincitrice della medaglia di bronzo alle Olimpiadi invernali giovanili di Losanna 2020.

## Carriera

### Infanzia e affermazioni giovanili nel 2019
Inizia a nuotare a 8 anni e all'età di 10 entra nella squadra di nuoto locale, l'Etobicoke Swim Club. Dimostra da subito un precoce spirito competitivo conquistando ventisei record individuali di club di categoria under-10 su trentadue specialità. Migliora numerosi record nazionali anche nella categoria 11-12 anni, infrangendo barriere storiche nello stile libero e nei misti. Nel gennaio 2019 abbassa il record negli 800 metri stile libero a 9'07"16, migliorando di oltre ventidue secondi il personale e di cinque secondi il precedente record di Shannon Smith, datato 1974. In aprile lo abbassa ulteriormente a 8'55"43, risultando migliore persino del record maschile di categoria siglato da Nicolas Richards del 1971. Nei 400 metri misti cancella il primato di Joanne Malar risalente al 1988, portandolo da 5'02"71 a 4'53"10. Nei 1500 metri stile libero fa suo il record di categoria in 17'07'33, surclassando l'allora detentrice Stephanie Shewchuck con un margine di ventiquattro secondi e migliorando il personale di trentasei.

### Il posticipo dei Giochi di Tokyo e la qualificazione olimpica
Nel 2020 il percorso sportivo di McIntosh risente dapprima della pandemia di COVID-19, poi dell'improvvisa scomparsa dell'allenatore Kevin Thorburn e infine, a inizio 2021, del tumore alla gola diagnosticato al padre, per il quale è sottoposto con successo a chemioterapia. L'atleta prosegue ugualmente nella preparazione spinta dalla possibilità di qualificazione alle posticipate Olimpiadi di Tokyo. In maggio, ancora quattordicenne, si distingue nei 200 metri stile libero, che nuota per la prima volta sotto i due minuti in 1'57"65. Nei 1500 metri stile libero segna il terzo tempo canadese di sempre in 16'15"19. Nei 400 metri stile libero vince in 4'05"13, seconda performance canadese all-time e la più veloce mai nuotata al mondo da un'atleta di 14 anni. I crono nei 400 e 1500 risultano migliori dei "limiti A" di qualificazione imposti dalla FINA e per questo le sarebbero già valsi l'accesso ai Giochi. Tuttavia, nel rispetto del regolamento della federazione canadese, l'ufficialità arriva solo al termine dei Trials quando i tempi insufficienti delle connazionali le consegnano la qualificazione di diritto. Ai Trials McIntosh disputa i 200 metri stile libero in 1'56"19, diventando la duecentista sotto i 15 anni più veloce della storia, e conquista il pass olimpico negli 800 metri stile libero in 8'29"48.

### Le Olimpiadi di Tokyo 2020 e la stagione 2021
McIntosh disputa la sua prima Olimpiade a 14 anni, ed è la più giovane componente della spedizione canadese. Nel corso dei giochi scende in acqua nei 200, 400 e 800 metri stile libero contribuendo anche alla staffetta 4x200 m stile libero. Nei 400 metri termina la finale al 4º posto, abbassando in poco più di un anno il suo personale da 4'19"71 (2020) a 4'02"42, nuovo record nazionale. Si piazza al 9º posto nei 200 metri in 1'56"11, confermandosi la più veloce atleta under-15 della storia ripetendosi in apertura di staffetta in 1'55"74. Nella distanza più lunga, in cui conclude 11ª, registra il nuovo record canadese di categoria in 8'25"04, abbassando di quattro secondi il proprio personale. Sebbene non salga sul podio, McIntosh si dice soddisfatta per i progressi cronometrici e la crescita in termini di gestione della pressione e della gara.
Nel corso dell'International Swimming League ritocca il record nazionale di Mary-Sophie Harvey nei 400 metri stile libero, abbassandolo di più di tre secondi con il crono di 3'57"75. La stagione in vasca corta prosegue ai mondiali di Abu Dhabi, durante i quali vince l'argento nella 4x100 metri stile libero e l'oro nella 4x200 metri stile libero, in cui il quartetto canadese manca il record mondiale per soli undici centesimi. Chiude la batteria degli 800 metri stile libero in 8'13"37 migliorandosi di tredici secondi e siglando il nuovo record canadese. Rinuncia alla finale per disputare i 400 metri stile libero, gara in cui vince la sua prima medaglia individuale a livello internazionale, arrivando seconda alle spalle di Li Bingjie.

### Il 2022: l'anno dell'affermazione internazionale
Il 2022 è l'anno della consacrazione per McIntosh che conquista quattro medaglie mondiali e sei ai Giochi del Commonwealth, centrando quattro titoli individuali. Diventa primatista mondiale giovanile in quattro specialità in vasca lunga e due in vasca corta, registrando sei record canadesi senior. A soli 16 anni dimostra una rara versatilità e competitività ad alto livello realizzando tempi posizionati tra la sesta e la prima posizione del ranking mondiale stagionale in sei diverse specialità in vasca lunga. I risultati ottenuti le valgono lo Swammy Award come "Atleta Femminile Juniores dell'anno 2022" per la rivista specializzata Swim Swam.

#### L'avvicinamento ai grandi eventi della stagione
La possibilità di vincere medaglie internazionali nella nuova stagione sembra essere più che realistica vista la condizione dimostrata già in primavera. Nei 400 metri misti nuotati in marzo ai Canadian Trials migliora il proprio personale di ventuno secondi: dal 4'50"21 del 2019 al 4'37"83 delle batterie al 4'29"12 della finale, divenendo la terza atleta più veloce della storia e la migliore del Commonwealth, infrangendo il record del 2008 di Stephanie Rice. Nello stesso evento fa suoi anche i 200 metri farfalla in 2'05"81. Entrambi i tempi l'avrebbero resa la nuova primatista mondiale giovanile salvo non essere stati rettificati dalla FINA. Un mese più tardi, alle selezioni per i mondiali di Budapest e i Giochi del Commonwealth si qualifica nei 200 metri farfalla, nei 400 metri misti, nei 200 metri stile libero e nei 400 metri stile libero, ritoccando in quest'ultima gara il record nazionale in 4'01"59. Grazie a questi risultati viene scelta da Funkita come testimonial fino alle Olimpiadi di Parigi 2024.

#### Mondiali di Budapest
Debutta alla sua prima rassegna iridiata  nei 400 stile libero vincendo l'argento con record nazionale in 3'59"35 alle spalle di Katie Ledecky. Diventa così la quarta atleta nella storia capace di infrangere i 4'00"00 dopo Ariarne Titmus (3'56"40 nel 2022), Katie Ledecky (3'56"46 nel 2016) e Federica Pellegrini (3'59"15 nel 2009). Inoltre, diviene la più giovane nuotatrice ad aver infranto tale barriera: a 15 anni e 304 giorni di età toglie il primato proprio a Ledecky che ci era riuscita a 16 anni e 133 giorni. Nei 200 metri farfalla accede alle finali in 2'05"79, due centesimi meglio del suo primato di marzo non rettificato, mentre in finale conquista oro e record mondiale giovanile in 2'05"20 affermandosi come la prima campionessa quindicenne dal successo di Ye Shiwen nel 2011. A livello nazionale diventa, invece, il più giovane campione del mondo della storia del Canada. Nella stessa giornata guida le compagne al bronzo nella staffetta 4x200 m stile libero, aprendo con la seconda frazione più veloce e il nuovo record mondiale giovanile di 1'54"79. Il secondo titolo arriva nella giornata conclusiva nei 400 metri misti quando si impone in 4'32"04 infrangendo nuovi record: la più giovane vincitrice di questa gara dal successo della statunitense Tracy Caulkins nel 1978, il primo nuotatore canadese a vincere questa gara nella storia dei campionati del mondo e la prima canadese a conquistare due ori in una singola rassegna.

#### Giochi del Commonwealth
Ai Giochi del Commonwealth 2022 tenutisi a fine luglio nella città di Birmingham, McIntosh conferma lo stato di forma andando a medaglia in tre gare individuali e tre staffette. Nella giornata inaugurale trionfa nei 400 metri misti, con un margine di più di sette secondi sulla seconda classificata l'australiana Kiah Melverton. Il tempo migliora di undici centesimi il suo record nazionale e mondiale giovanile e fa segnare un progresso di tre secondi rispetto alla performance che le ha regalato l'oro iridato un mese prima. Si laurea campionessa anche nei 200 metri misti con il nuovo record mondiale juniores di 2'08"70, rinuncia ai 200 metri farfalla per disputare i 400 metri stile libero. In quest'ultima distanza vince l'argento con il nuovo record canadese di 3'59"32 alle spalle di Ariarne Titmus, scendendo per la seconda volta in carriera sotto il muro dei quattro minuti. Impreziosisce il medagliere con l'argento nella 4x100 m mista e i due bronzi nella 4x100 m e nella 4x200 m stile libero.

#### Il finale di stagione
Sul finire della stagione in vasca da 50 metri, McIntosh realizza nei 400 metri misti la quarta prestazione della storia limando quaranta centesimi al suo primato nazionale, del Commonwealth e mondiale juniores. Terminate le fatiche nella stagione in vasca lunga, registra progressi cronometrici anche in vasca corta. Nei 400 metri misti si migliora di oltre sei secondi con il nuovo record canadese e la quarta prestazione di sempre in 4'21"49, ovvero il nuovo record mondiale juniores, tolto alla cinese Ye Shiwen (4'23"33 nel 2012). In Coppa del Mondo si ripete divenendo la nuova primatista mondiale giovanile anche nei 400 metri stile libero in 3'52"80. Infine, con il crono di 8'07"12, ritocca di oltre sei secondi il record canadese negli 800 metri stile libero. Nel mese di ottobre lascia il Canada per allenarsi in Florida con i Sarasota Sharks.

### 2023: record del mondo e mondiali di Fukuoka
- Primo atleta in assoluto a detenere il primato mondiale dei 400 metri stile libero e 400 misti in vasca lunga.[10]
- Primo atleta in assoluto ad aver battuto due primati mondiali in vasca lunga nella stessa manifestazione dal 2019.[57]
- Primo atleta canadese in assoluto, dal 1984, a detenere due record del mondo in vasca lunga dopo Alex Baumann.[58]
- Prima nuotatrice canadese dal 1967 a detenere due record del mondo in vasca lunga dopo Elaine Tanner[58]
- Le performance registrate sono state tutte da top 10 all-time: 1° (400 metri stile libero e misti), 8° (200 metri farfalla), 4° (200 metri misti) e 5° (200 metri stile libero).[59]

Dal 28 marzo al 2 aprile 2023 si svolgono presso il Toronto Pan Am Sports Centre i Trials Canadesi, durante i quali McIntosh disputa cinque gare. I crono registrati in ogni distanza equivalgono ad altrettanti nuovi primati mondiali juniores e record nazionali, ma soprattutto a due nuovi record mondiali assoluti. In apertura di manifestazione domina i 400 metri stile libero in 3'56"08, ovvero con un tempo di trentadue centesimi inferiore al precedente record mondiale (3'56"40, fatto segnare da Ariarne Titmus). Nel terzo giorno di gare si conferma come la quarta atleta più veloce della storia nei 200 metri misti, vincendo in 2'06"89. L'indomani si impone sulle avversarie anche nei 200 metri farfalla in 2'04"70, registrando così l'ottavo crono all-time e migliorando il precedente limite giovanile di 2'05"05 nuotato in febbraio. Il penultimo giorno affronta i 400 metri misti, riscrivendone la storia davanti al pubblico di casa con il nuovo record mondiale di 4'25"87: in questo modo migliora lo storico 4'26"36 della triolimpionica Katinka Hosszu. Le fatiche della sedicenne si concludono con i 200m stile libero, in cui si conferma leader con il quinto tempo all-time sulla distanza in 1'53"91.
Nel mese di giugno prende parte ai mondiali di Fukuoka, durante i quali conferma l'oro sia nei 200 metri farfalla in 2'04"06 (record mondiale juniores e record americano) sia nei 400 metri misti, dove con il crono di 4'27"11 registra il nuovo record dei campionati. Ai due ori si aggiungono due medaglie di bronzo, nei 200 metri stile libero e nei nella staffetta 4x100 metri misti.

### 2024: Olimpiadi di Parigi e mondiali in corta di Budapest
Inizia il 2024 rinunciando alla partecipazione ai mondiali di Doha in programma a febbraio. Nello stesso mese di febbraio nuota gli 800m stile libero in 8’11"39, seconda prestazione all-time. A maggio, durante gli annuali Canadian Trials, migliora ulteriormente il suo record del mondo nei 400m misti con il crono di 4'24"38: in questo modo diventa la prima donna della storia a rompere il muro dei venticinque secondi in tale specialità.
In estate prende parte alle Olimpiadi di Parigi, dove riesce ad aggiudicarsi la sua prima medaglia nella competizione arrivando seconda nei 400m stile libero, alle spalle solamente dell'australiana Ariarne Titmus. Due giorni dopo, invece, vince la medaglia d'oro nei 400m misti con il crono di 4'27"71. Tra il 1° ed il 3 agosto, invece, va a centrare il gradino più alto del podio sia nei 200m farfalla sia nei 200m misti, siglando in entrambe le occasioni il nuovo record olimpico, continentale e mondiale juniores. Chiude i suoi Giochi olimpici con tre ori ed un argento.
A dicembre partecipa ai mondiali in corta di Budapest, dove vince la medaglia d'oro nei 400 metri stile libero, nei 200m farfalla e nei 400m misti (in 3'50"24 la prima, in 1'59"32 la seconda e in 4'15"48 il la terza, nuovo record del mondo in tutti e tre i casi), un argento nei 200m dorso (in 1'59"96, nuovo record mondiale giovanile) e un bronzo nella 4x100m stile libero.

### 2025
L'8 giugno 2025, ai trials canadesi, firma il record del mondo dei 400m sl con il crono di 3'54"18. Il giorno seguente si ripete anche nei 200m misti, dove abbassa il record mondiale a 2'05"70. L'11 giugno fa inoltre vacillare il record dei 200m farfalla, appartenente all'atleta cinese Liu Zige. Il 12 giugno migliora anche il record da lei già detenuto sui 400 m misti, portandolo a 4'23"65. In cinque gare ha dunque infranto tre record mondiali, diventando la terza donna nella storia a detenere sei record mondiali individuali contemporaneamente.
Ai mondiali di Singapore vince, per la prima volta nella competizione iridata, sia i 400 metri stile libero sia i 200 metri misti. Sale poi sul gradino più alto del podio anche nei 200 metri farfalla, registrando anche il record dei campionati (ed il secondo tempo di sempre) in 2'01"99, e sul terzo negli 800 metri stile libero, alle spalle di Katie Ledecky e Lani Pallister. Chiude il suo mondiale vincendo i 400 metri misti in 4'25"78 (record dei campionati).

## Palmarès
- Giochi olimpici

Parigi 2024: oro nei 200m farfalla, nei 200m misti e nei 400m misti, argento nei 400m sl.
- Mondiali

Budapest 2022: oro nei 200m farfalla e nei 400m misti, argento nei 400m sl, bronzo nella 4x200m sl.
Fukuoka 2023: oro nei 200m farfalla e nei 400m misti, bronzo nei 200m sl e nella 4x100m misti.
Singapore 2025: oro nei 400m sl, nei 200m farfalla, nei 200m misti e nei 400m misti, bronzo negli 800m sl.
- Mondiali in vasca corta

Abu Dhabi 2021: oro nella 4x200m sl, argento nei 400m sl e nella 4x100m misti.
Budapest 2024: oro nei 400m sl, nei 200m farfalla e nei 400m misti, argento nei 200m dorso, bronzo nella 4x100m sl.
- Giochi del Commonwealth

Birmingham 2022: oro nei 200m misti e nei 400m misti, argento nei 400m sl, nella 4x200m sl e nella 4x100m misti, bronzo nella 4x100m sl.

## Riconoscimenti
- Atleta dell'anno World Aquatics: 2024[99]
- World Swimmer of the Year: 2024[100]
- American Swimmer of the Year: 2023, 2024[100]